# Khang Hoa
Khang Hoa (sinh ngày 5 tháng 12 năm 1971) là một diễn viên truyền hình của TVB, cô là gương mặt khá quen thuộc của màn ảnh nhỏ qua các bộ phim như Ỷ Thiên Đồ Long Ký, Bát Tiên Toàn Truyện, Lực lượng Phản Ứng, Thăng Bình Công Chúa, Đao Hạ Lưu Nhân

## Tiểu sử
Khang Hoa sinh ra ở Thiên Tân (có thông tin là Thượng Hải), Trung Quốc. 
Lúc 7 tuổi, Khang Hoa cùng gia đình từ Trung Quốc Đại Lục di cư sang Hồng Kông. Từ nhỏ Khang Hoa đã yêu thích ca hát và nhảy múa. Cô học trung học tại trường trung học Lộ Đức Hội Lữ Minh Tài. Khi còn đi học, cô ấy đã giành được kết quả thi xuất sắc trong Liên hoan khiêu vũ học đường Hồng Kông, và nhiều lần đạt giải nhất hạng nhất. Năm 1993, Khang Hoa tốt nghiệp xuất sắc khoa Múa của Học viện Nghệ thuật Biểu diễn Hồng Kông. Năm 1994, tham gia cuộc thi Hoa Hậu Hồng Kong và lọt vào Top 20 chung cuộc. Sau đó cô ký hợp đồng thành nghệ sĩ của đài truyền hình TVB.
Từ khi Khang Hoa gia nhập TVB , cô bắt đầu tham gia ngay vào các bộ phim truyền hình, đến nay cô đã tham gia 100 bộ phim truyền hình. Giai đoạn đầu Khang Hoa thường được giao các vai diễn phản diện như tiểu tam dựt chồng hoặc người của xã đoàn. Những năm 2000, Khang Hoa thường đảm nhận vai diễn hiền lành và giành được nhiều hảo cảm của khán giả. Năm 2006, cô được đề cử Nữ diễn viên phụ xuất sắc nhất tại Lễ trao giải Giải thưởng thường niên TVB .
Tháng 6 năm 2007, Khang Hoa hết hạn hơp đồng với TVB và chấm dứt mối quan hệ kéo dài 13 năm. Khang Hoa chuyển sang Trung Quốc hoạt động. Tại đây cô có rất nhiều tác phẩm nổi bật như Hà Tiên Cô trong Bát tiên toàn truyện, Cửu nương trong Liêu Trai, Thập Tam Nương trong Hiệp Cốt Đơn Tâm và đặc biệt là vai Hoàng Hậu trong Đế Cẩm .
Năm 2012, Khang Hoa trở lại TVB, và tác phẩm đầu tiên của cô ấy là Pháp võng truy kích . Năm 2015, cô ấy đóng vai Vạn Quý Phi trong bộ phim Đao kiếm lưu tình và được rất nhiều cư dân mạng khen ngợi vì sự thể hiện xuất sắc của cô ấy trong bộ phim. Đây cũng là tác phẩm tiêu biểu và là tác phẩm ưng ý của Khang Hoa. Vì nửa cuối năm 2015 cô không đóng phim truyền hình nên bộ phim này bị nhầm là tác phẩm chia tay của cô, thật ra thì Khang Hoa vẫn còn hợp đồng làm việc với TVB, và bây giờ cô ấy sẽ làm việc ở những nơi khác nếu gặp kịch bản hay .
Năm 2018, cô ký hợp đồng với Huanxing Entertainment và  sau đó cô ra mắt với tư cách ca sĩ và phát hành ca khúc solo đầu tiên "Binh Hỏa Hoa". 

## Phim đã tham gia

### Phim truyền hình

#### PHIM TVB
| Năm  | Tên phim                                  | Vai diễn                         | Ghi chú                           |
| ---- | ----------------------------------------- | -------------------------------- | --------------------------------- |
| 1994 | Bản Năng                                  | Bành Hồng                        | bắt đầu xuất hiện từ tập 19       |
| 1995 | Bao Thanh Thiên - Thất Tử Hộ Kinh Hoa     | Diệp Xuân Hoa                    | Tập 17 -> Tập 20                  |
| 1995 | Bao Thanh Thiên - Khấp Huyết Phượng Hoàng | Lan Linh                         | Tập 71 -> Tập 75                  |
| 1995 | Mãi mãi bên nhau                          | Jessica                          |                                   |
| 1995 | Hồ sơ trinh sát 2                         | Lăng Nhã Tư (Acile)              | Tập 27 -> Tập 30                  |
| 1995 | Cuộc đời diễn viên                        |                                  |                                   |
| 1995 | Sân khấu phong vân                        |                                  |                                   |
| 1996 | Bùng nổ                                   | Ada                              | Tập 13 -> Tập 16                  |
| 1996 | Hương vị tình yêu                         | Liza                             |                                   |
| 1996 | Tiền là tất cả                            | Amy                              |                                   |
| 1996 | Chàng mập nghĩa tình                      | Lý Tú Như                        |                                   |
| 1996 | Lưỡng diện nhân                           | Xà Sát Thủ                       | Tập 5                             |
| 1996 | Sư Tử Hà Đông                             | Yến Yến                          |                                   |
| 1997 | Thăng Bình công chúa                      | Lục Kiều                         |                                   |
| 1997 | Lệnh truy nã                              | Annie                            |                                   |
| 1997 | Hồ sơ bí ẩn                               | Helen                            |                                   |
| 1997 | Sân khấu muôn màu                         | Đậu thái                         |                                   |
| 1997 | Truy tìm bằng chứng                       | Ôn Nhược Nhàn                    | Tập 17 -> Tập 18                  |
| 1997 | Lực lượng phản ứng                        | Vương Uý Tâm (Chị Tâm)           |                                   |
| 1997 | Đội chống tệ nạn                          | Trần Nhạc Thi (Atina)            |                                   |
| 1998 | Bàn tay nhân ái                           | Quan Bảo Chi                     | Tập 18 -> Tập 19                  |
| 1998 | Liêu Trai 2 - Lục Phán                    | Hương Cô                         | Tập 1 -> Tập 5                    |
| 1998 | Liêu Trai 2 - Hoa túy hồng trần           | Sở Phu Nhân                      | Tập 21 -> Tập 25                  |
| 1998 | Liêu Trai 2 - Cách thế truy tình          | Tiểu Hương                       | Tập 26 -> Tập 350                 |
| 1998 | Càn Long Đại Đế                           | Hòa Thân Vương Phúc Tấn          |                                   |
| 1998 | Tây du ký 2                               | Tinh Linh Quỷ/ Tạng Tinh         | Tập 9 -> Tập 12, Tập 37 -> Tập 40 |
| 1999 | Mệnh chuyển tình chân                     | Nghi Quân (Joyce)                |                                   |
| 1999 | Kim ngọc mãn đường                        | Nạp Lan Ỷ Thư (Thư phi)          | Tập 16 bắt đầu xuất hiện          |
| 1999 | Bức màn bí mật                            | Hoàng Trinh Trinh (Trinh Nương)  |                                   |
| 1999 | Truy tìm bằng chứng 2                     | Ôn Nhược Nhàn                    | Tập 11                            |
| 1999 | Mối tình nồng thắm 2                      | Bành Kỷ Hương                    |                                   |
| 1999 | Trạng sư Tống Thế Kiệt 2                  | Cung Diễm Hồng                   | Tập 14 -> Tập 15                  |
| 1999 | Hồ sơ trinh sát IV                        | Sầm Lệ Mi                        | Tập 17 -> Tập 18                  |
| 2000 | Bốn chàng tài tử                          | Hạ Hoàng Hậu                     | Tập 16 bắt đầu xuất hiện          |
| 2000 | Lực lượng phản ứng 2                      | Dung Tiểu Lệ (Mon)               | Tập 1 -> Tập 5                    |
| 2000 | Đường về hạnh phúc                        | Kim Tố Anh                       |                                   |
| 2000 | Long hổ tranh hùng                        | Khang Ny                         |                                   |
| 2000 | Thất vọng                                 | Trần Mỹ Mỹ                       | Tập 9 -> Tập 10                   |
| 2001 | Sóng gió phim trường                      | Vương Phi                        |                                   |
| 2001 | Bảy chị em                                | Diêu Bích Vân                    |                                   |
| 2001 | Lực lượng phản ứng 3                      | Vương Tố Tâm                     |                                   |
| 2001 | Ỷ Thiên Đồ Long Ký                        | Đinh Mẫn Quân                    |                                   |
| 2001 | Vượt qua thử thách                        | Ôn Mỹ Liên                       |                                   |
| 2001 | Thực thi pháp luật                        | Tô Kim Phượng                    |                                   |
| 2002 | Niềm tin một đời                          | Tiết Lợi Lợi (Lily)              |                                   |
| 2002 | Trường Bình công chúa                     | Sở Trịnh thị                     |                                   |
| 2003 | Bao La Vùng Trời                          | Carol                            | Tập 1                             |
| 2003 | Ông bố vợ phong lưu                       | Tương Tư                         |                                   |
| 2003 | Quá khứ và hiện tại                       | Tư Đồ Húc Minh                   |                                   |
| 2004 | Lực lượng phản ứng 4                      | Vương Tố Tâm                     |                                   |
| 2004 | Định mệnh tình duyên                      | Hà Á Nhân                        |                                   |
| 2004 | Đột phá cuối cùng                         | Sầm Thái (Tammy)                 |                                   |
| 2004 | Đội hành động liêm chính 2004             | Linda Ho                         | Tập 4                             |
| 2004 | Chồng tám lạng,vợ nửa cân                 | A Trung                          |                                   |
| 2005 | Khí phách Hoàng Phi Hồng                  | Tô Ma                            |                                   |
| 2005 | Quyền lực đen tối                         | Lam Bảo Yến                      | Tập 8                             |
| 2005 | Mưu sinh                                  | Giản Bội Nghi                    |                                   |
| 2005 | Nợ tình                                   | Tào Huệ (Rachel)                 |                                   |
| 2005 | Mẹ chồng khó tính                         | Tốn Phi                          |                                   |
| 2005 | Đáng mặt nữ nhi                           | Marry                            |                                   |
| 2005 | Mất tích bí ẩn                            | Hà Ỷ Văn                         |                                   |
| 2006 | Phúc Vũ và Phiên Vân                      | Cốc Tư Tiên                      |                                   |
| 2006 | Người phát ngôn giỏi luật                 | Viện Gia Huệ                     |                                   |
| 2006 | Nổi khổ đàn ông                           | Âu Dương Lợi Lợi (Lily)          |                                   |
| 2006 | Phụng Hoàng Lâu                           | Uông Gia Chương                  |                                   |
| 2006 | Hạt ngọc Đông Phương                      | Hồng Hạnh Quyên                  |                                   |
| 2006 | Miền đất hứa                              | Từ Hy Thái Hậu                   | Tập 1                             |
| 2006 | Sòng bạc phong vân                        | Lệ                               |                                   |
| 2007 | Bước nhảy                                 | La Thù Địch (July)               |                                   |
| 2007 | Nữ trạng tài danh                         | Thần Châm thê                    |                                   |
| 2007 | Mãnh vườn xanh                            | Diêu Hồng                        |                                   |
| 2007 | Loạn thế giai nhân                        | Lương Hảo                        |                                   |
| 2007 | Trịnh Bản Kiều                            | Nạp Lan Phương                   |                                   |
| 2007 | Cảnh sát tài ba                           | A Linh                           |                                   |
| 2007 | Đội điều tra đặc biệt                     | Hà Vinh Sâm (Elize)              |                                   |
| 2012 | Pháp võng truy kích                       | Lưu Mỹ Linh                      |                                   |
| 2012 | Mái ấm gia đình                           | Tư Đồ Thái                       |                                   |
| 2013 | Hoán đổi nhân tâm                         | Lý Uyển Tâm                      |                                   |
| 2013 | Thượng Hải truyền kỳ                      | Hà Ngọc Lam                      |                                   |
| 2013 | Sứ mệnh 36 giờ II                         | Khâu Tình Nhạc                   |                                   |
| 2013 | Đại náo công đường                        | Quan Hỷ Phượng                   |                                   |
| 2014 | Đơn luyến song hành                       | Dư Huệ Mẫn                       |                                   |
| 2014 | Người kế nghiệp                           | Phan Xảo Nhi                     |                                   |
| 2014 | Anh họ, cố lên!                           | Hi Lạp Mỹ                        |                                   |
| 2015 | Chuyện tình sân khấu                      | Lưu Ngãi Doanh (Irene)           |                                   |
| 2015 | Triều bái Võ Đang                         | Thạch Lâm                        |                                   |
| 2015 | Nghịch chiến Đường Tây                    | Hà Vân Phượng                    |                                   |
| 2015 | Đông Pha gia sự                           | Sử Mật                           |                                   |
| 2015 | Đao kiếm lưu tình                         | Vạn Trinh Nhi (Vạn Quý Phi)      |                                   |
| 2016 | Định mệnh                                 | Diêu Vịnh                        |                                   |
| 2018 | Thâm cung kế                              | Nam Cung Cầm (Nam Cung Ti thiết) |                                   |
| 2019 | Tay bịp Hollywood                         | Quân Nghiên                      |                                   |
| 2019 | Mái ấm gia đình 4                         | Trương Tuệ Nghi                  |                                   |
| 2019 | Tòa nhà kim tiêu                          | Cốc Tuyết (Yuki)                 |                                   |
| 2019 | Câu chuyện thời đại số                    | Trương Thể Nguyệt                |                                   |
| 2020 | Đồng tiền có tội                          | Tư Mã Bội                        |                                   |
| 2020 | Bão táp gia nghiệp                        | Tương Thiên Nga                  |                                   |
| 2020 | Bằng chứng thép 4                         | Trương Ỷ Ninh (Elaine)           |                                   |
| 2020 | Sứ đồ hành giả 3                          | Chương Kỷ Hoằng (Wendy)          | Tập 30 xuất hiện                  |
| 2020 | Nghịch thiên kỳ án                        | Sally                            |                                   |
| 2021 | Mối tình không lời                        | Mã Băng Tâm                      |                                   |
| 2021 | Bác sĩ nhi khoa                           | Lâm Minh Châu                    |                                   |

#### PHIM TRUNG QUỐC
| Năm  | Tên phim                       | Vai diễn                    | Ghi chú   |
| ---- | ------------------------------ | --------------------------- | --------- |
| 2005 | Hiệp cốt đơn tâm               | Đổng Thập Tam Nương         |           |
| 2007 | Bát tiên toàn truyện           | Hà Hiểu Vân (Hà Tiên Cô)    | Vai chính |
|      | Nghĩa bất dung tình            | Minh Gia Huệ                |           |
| 2008 | Bình minh, ba gọi con!         | Linh Lung                   |           |
| 2010 | Hương Hoa Lan                  | Đỗ Di Nương                 |           |
| 2010 | Liêu Trai 3                    | Công Tôn Cửu Nương          | Vai chính |
| 2010 | Chiến hỏa xung đích 2          | Xuyên Kỳ LươngTử            |           |
| 2012 | Phàn Lê Huệ                    | Điêu Nguyệt Nga             |           |
| 2012 | Đế Cẩm                         | Phương Uyển Chỉ (Hoàng Hậu) | Vai chính |
| 2014 | Ngã đích thứ khách mỗ gia      | Xuyên Mỹ Mẫn tử             |           |
| 2014 | Thiên quốc lệ                  | Vương Sa Sa                 |           |
| 2015 | Phiêu lượng bảo bối            | Lỗ Tây Thi                  |           |
| 2016 | Tiềm phục tại lê minh chi tiền | Diệp Phi Phi                |           |
| 2017 | Nhiệt huyết dũng sĩ            | Triệu Tuyết Như             |           |

#### Phim Hong Kong
| Năm  | Tên phim                  | Vai diễn        | Ghi chú        |
| ---- | ------------------------- | --------------- | -------------- |
| 1999 | Vô sự vong                | Gia Tẩu         |                |
| 2010 | Nguyện vọng               | Âu Bội Phân     |                |
| 2018 | Thủ Hộ Thần               | Bành Huệ Linh   | Tập 16, Tập 17 |
| 2019 | Phi hổ lôi đình cực chiến | Phùng chủ nhiệm |                |
| 2021 | Phi hổ                    | Hoắc Tiểu Ngọc  |                |